# Ordenança
Una  ordenança  és un tipus de norma jurídica, que s'inclou dins dels reglaments, i que es caracteritza per estar subordinada a la llei.
El terme prové de la paraula ordre, pel que es refereix a un mandat que ha estat emès per qui té la potestat per exigir el seu compliment. Per aquest motiu, el terme ordenança també significa mandat. Segons els diferents ordenaments jurídics, les ordenances poden provenir de diferents autoritats. Entre altres exemples, es troben:
- Ordenança local, que és dictada per un ens local ajuntament, municipalitat o la seva màxima autoritat (alcalde o president municipal), per a la gestió del municipi o comuna.[2]
- Ordenança militar, que és dictada per una autoritat militar per a regular el règim de les tropes.